# Syndactylactis
Syndactylactis is een geslacht van neteldieren uit de klasse van de Anthozoa (bloemdieren).

## Soorten
- Syndactylactis chuni Carlgren, 1924
- Syndactylactis inermis (Beneden, 1897)
- Syndactylactis macintoshi Leloup, 1964
- Syndactylactis major Calabresi, 1927
- Syndactylactis mammillata (Senna, 1907)
- Syndactylactis meridionalis Leloup, 1942